# Ajjahalli, Maddur
Ajjahalli là một làng thuộc tehsil Maddur, huyện Mandya, bang Karnataka, Ấn Độ.